# De Gekroonde Hoofden

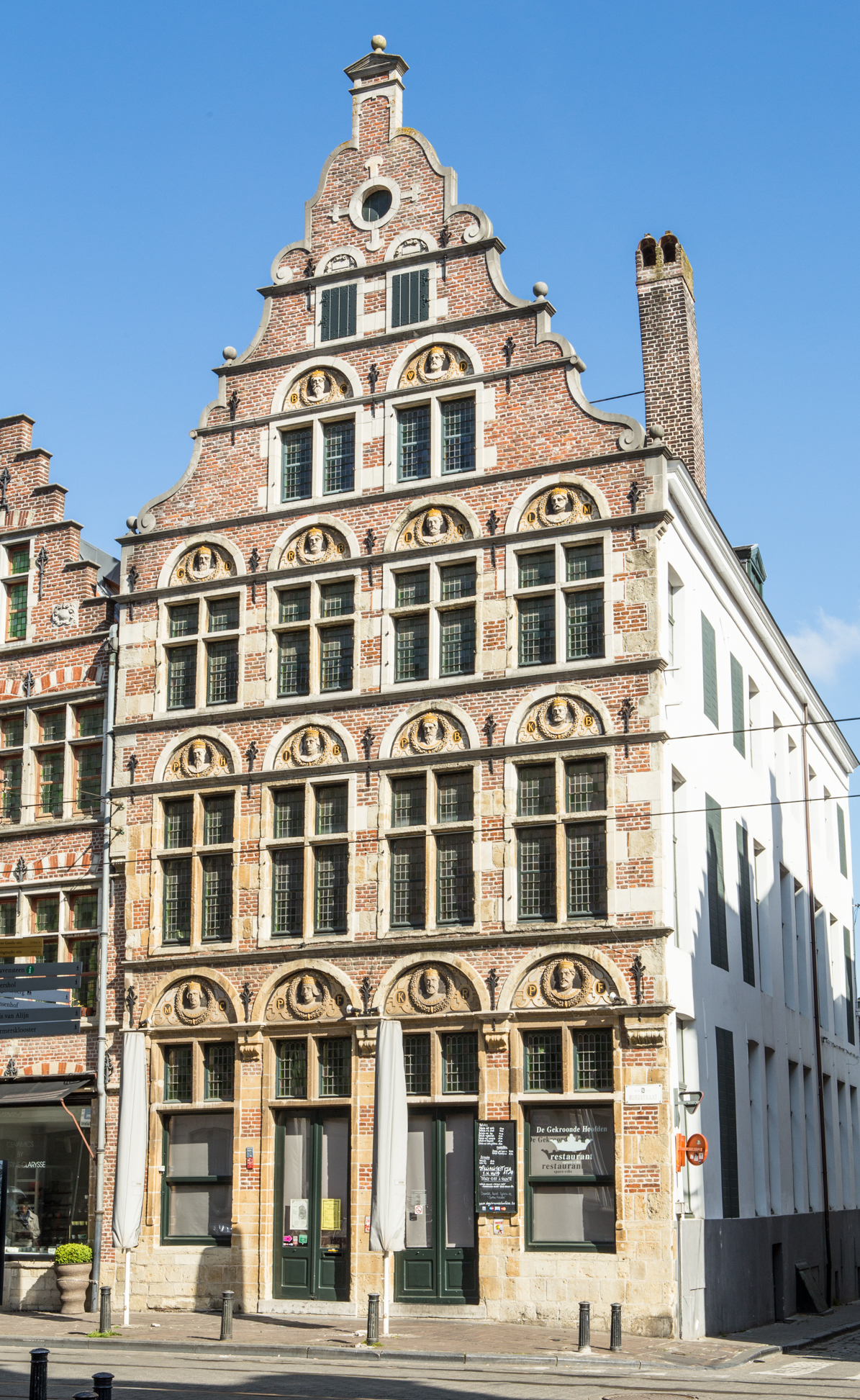
De Gekroonde Hoofden

De Gekroonde Hoofden is een historisch huis in de Burgstraat in het centrum van de Belgische stad Gent. Het huis is tegenwoordig ingericht als restaurant. Het gebouw werd in 1993 als monument beschermd. Het staat ook in de als stadsgezicht beschermde omgeving van het Sint-Veerleplein.
Het gebouw dateert van omstreeks 1560 en stond vroeger bekend als "De Draecke". Op de gevel staan 14 bustes van graven van Vlaanderen uitgewerkt.
|                                           | Boudewijn van Constantinopel                     | Willem van Dampierre              |                              |
| Gwijde van Dampierre                      | Robrecht van Béthune                             | Lodewijk van Nevers               | Lodewijk van Male            |
| Filips de Stoute (Philippus Hardi)        | Jan zonder Vrees (Ioannes Bourgondië)            | Filips de Goede (Philippus Bonus) | Karel de Stoute (Bellicosus) |
| Maximiliaan van Oostenrijk (Comes, graaf) | Filips de Schone (Philippus Formosus of Filius?) | Karel V (Romanor of Rex?)         | Filips II (Philippus Filius) |

## Afbeeldingen

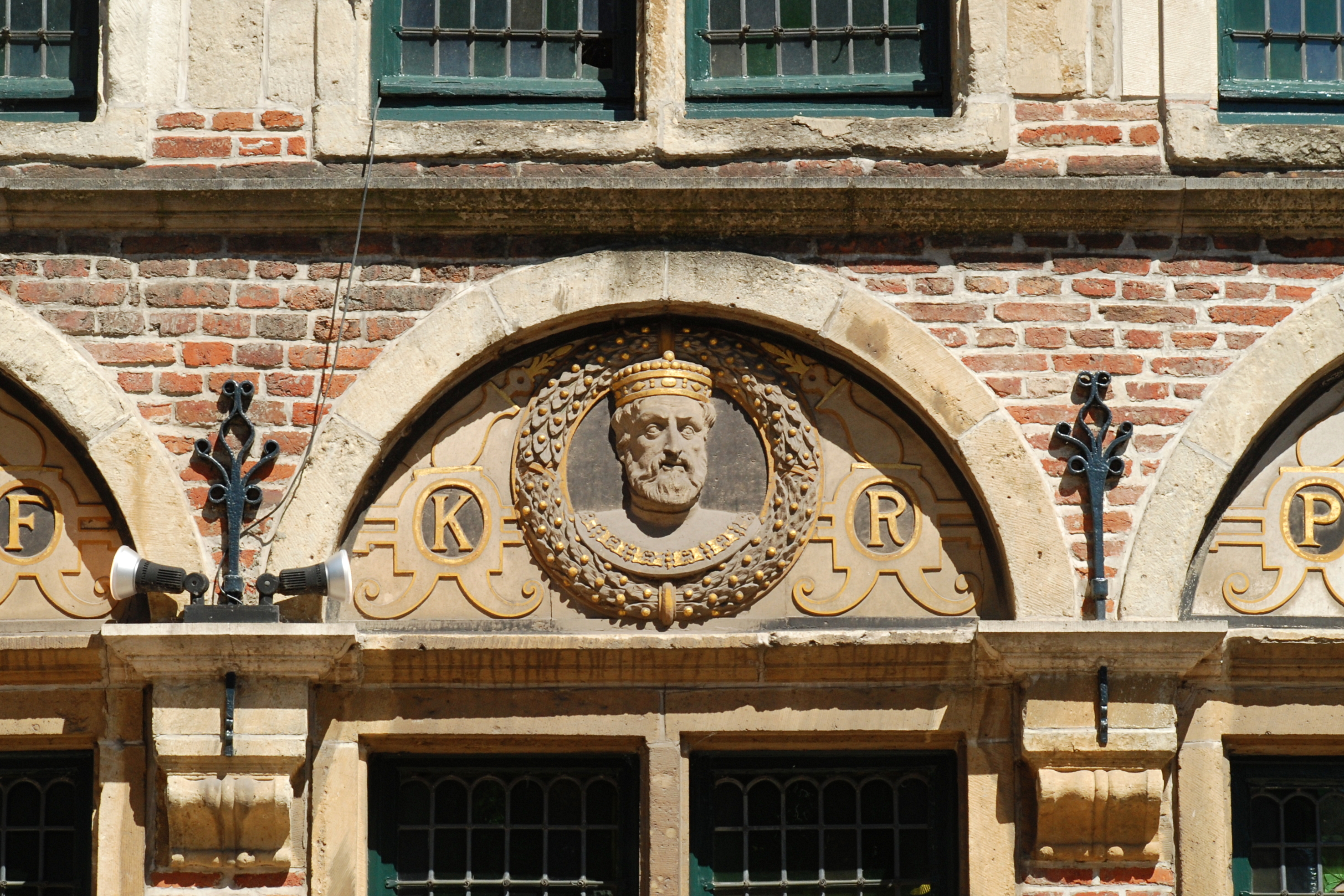
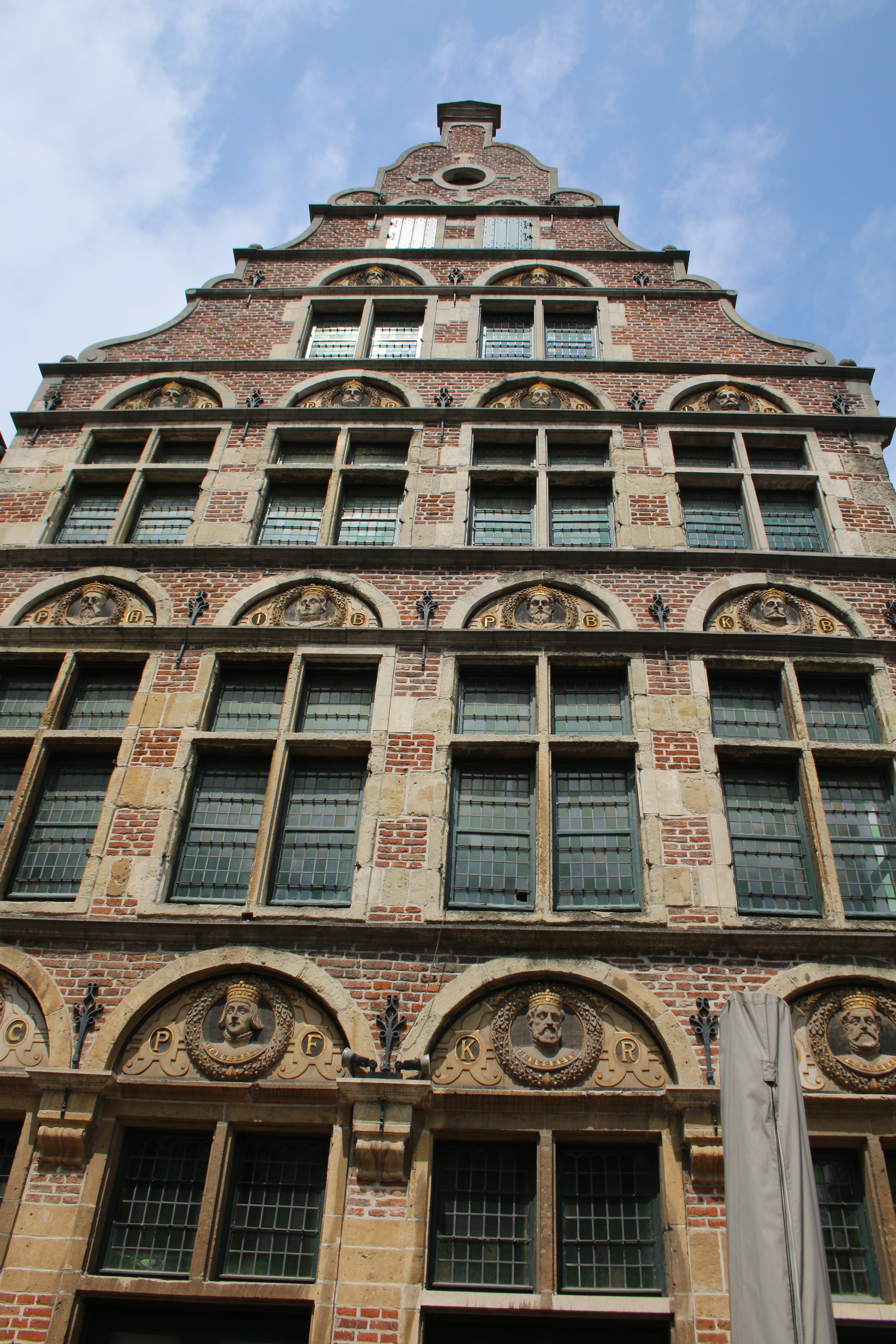
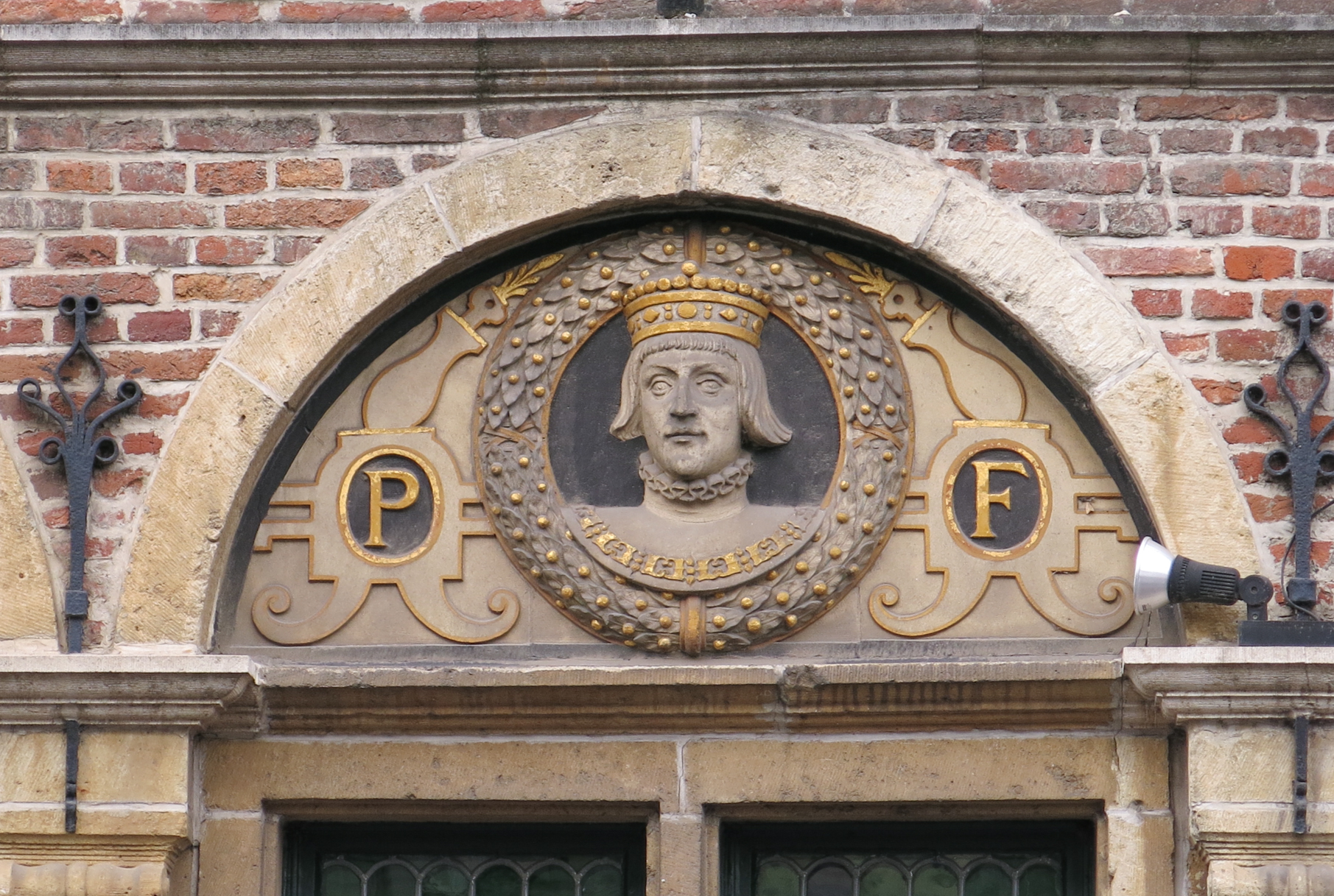